# Thomisus italongus
Thomisus italongus là một loài nhện trong họ Thomisidae.
Loài này thuộc chi Thomisus. Thomisus italongus được Alberto Barrion & James A. Litsinger miêu tả năm 1995.